# Alderminster
Alderminster is een civil parish in het Engelse graafschap Warwickshire.